# 現人神
現人神在日语中表示身为人类的神，最早于720年出现于《日本书纪》中，用于日本武尊自称。
國家領導人
在明治維新後，因認為西方之強盛可能源於宗教，但無法使日本人皆信仰基督、天主教，因此就將天皇稱為現人神，在國際即為神權政治。於第二次世界大战日本投降後，在驻日盟军总司令的要求下，昭和天皇在《人间宣言》中宣布他从来都不是“现御神”，但回避了“現人神”的说法。
傳統信仰
日本如出雲大社、諏訪大社、阿蘇神社等，就繼承血脈的祭祀家族之現任宮司（或國造）視為該社神明的化身。